# 伊藤栞穂
伊藤 栞穂（いとう しほ、2008年（平成20年）10月5日 - ）は、日本の子役・モデル。キャロット所属。

## 出演

### 映画
- モンスター（2013年）主人公（幼少時代） 役
- オー!ファーザー（2014年）
- 世界は今日から君のもの（2017年）主人公（幼少期） 役

### テレビドラマ
- 花の冠（2012年9月14日、テレビ朝日）秋野笑美 役
- 松本清張没後20年特別企画 危険な斜面（2012年9月30日、フジテレビ）秋場菜々 役
- 100の資格を持つ女〜ふたりのバツイチ殺人捜査〜 (7)「信州の老舗蕎麦屋に潜入捜査！シングルマザーに警官殺し疑惑!! 美女の涙に秘められた驚愕の真実」（2013年6月15日、テレビ朝日）森山優奈 役[2]
- ガリレオ（2013年、フジテレビ）
- 今日の日はさようなら（2013年、日本テレビ）
- トリック 新作スペシャル3（2014年1月12日、テレビ朝日）藤崎千佳子（幼少期） 役
- エンジェル・ハート（2015年、日本テレビ）カリートの妹（幼少期） 役
- 東京・足立区発ドラマ 千住クレイジーボーイズ（2017年、NHK）
- 僕が笑うと（2019年） ‐ 鈴木節子

### CM
- 花王 クリアクリーン Kid's（2013年 - ）
- 山崎製パン クリスマスケーキ（2014年）
- 丸美屋 のりたま（2015年 - ）
- マクドナルド ハッピーセット はなかっぱパレード（2015年）
- マクドナルド ハッピーセット プリパラ・想像サイリウムチェンジ（2016年）
- バンダイ 踊る光るパジャマ（2016年 - ）
- バンダイ トモダTシャツ（2016年 - ）
- バンダイ 勇気がでるパジャマ（2016年 - ）
- 関西電力 ゆりやんの英会話教室～「エコキュート篇」（2017年）

### その他
- いないいないばあっ!（2010年、NHK）